# The Closing of Winterland
The Closing of Winterland è un album dal vivo del gruppo musicale statunitense Grateful Dead, pubblicato nel 2003 ma registrato nel 1978.

## Tracce

### Disco 1
1. Sugar Magnolia – 7:21
2. Scarlet Begonias – 11:55
3. Fire on the Mountain – 15:05
4. Me and My Uncle – 3:11
5. Big River – 7:05
6. Friend of the Devil – 10:48
7. It's All Over Now – 8:23
8. Stagger Lee – 8:03
9. From the Heart of Me – 3:49
10. Sunshine Daydream – 3:15

### Disco 2
1. Samson and Delilah – 9:17
2. Ramble On Rose – 9:35
3. I Need a Miracle – 11:19
4. Terrapin Station – 12:23
5. Playing in the Band – 13:06

### Disco 3
1. Rhythm Devils – 19:23
2. Not Fade Away – 19:34
3. Around and Around – 9:19

### Disco 4
1. Dark Star – 11:53
2. The Other One – 4:55
3. Dark Star – 1:09
4. Wharf Rat – 11:08
5. St. Stephen – 7:52
6. Good Lovin' – 13:57
7. Casey Jones – 5:17
8. Johnny B. Goode – 7:14
9. And We Bid You Goodnight – 4:13